# Вітале Фальєро де' Доні
Вітале Фальєро де' Доні (італ. Vitale Falier de' Doni) — 32-й венеційський дож, наступник дожа Доменіко Сельво, який був скинутий народом після поразки, нанесеної йому Робертом Гвіскаром. Він перший дож, чиє зображення представлено поруч із головним вівтарем базиліки Святого Марка.

## Біографія
Належав до знатної родини Фальєро, гілки однієї з найдавніших венеційських родин де Доні. Син Анджело Фальєро, прокуратора собора Святого Марка, на Кандьяни, доньці Вітале Санудо. Був одним з консіліарієм (радником) дожа Доменіко Сельво. Після поразки останнього від норманів 1084 року організував проти дожа виступ громадян, які у грудні того ж року змусили Сельво зректися посади. Вітале Фальєро обирається новим дожем.
Підтвердив договір з візантійським імператором Олексієм I, відправивши флот на допомогу останньому проти Роберт Гвіскара, герцога Сицилії, Апулії та Калабрії. За  це отримав титул протосебаста. Також скористався послабленням хорватського короля Степана II і складнощами Візантії до 1091 року закріпив владу Венеції у далматійських портових містах. 
1094 року за наказом дожа було перебудовано фортецю Лорео на річці Адідже. Того ж року було завершено відбудову собору Святого Марка. 8 жовтня того ж року мощі святого Марка були перенесені до нещодавно завершеної крипти у соборі. Пілігрими, що приходили на святкування на честь цієї події, отримували від папи римського Урбана II відпущення гріхів. Фальєро надав значні пільги купцям, що відвідували святкування, і цим сприяв виникненню знаменитого ярмарку св. Марка.
1095 року у морські битві біля Бутроту венеційський флот завдав поразки флоту норманів. Того ж року до Венеції прибув імператор Генріх IV для освячення церкви Святого Марка, відбудова якої була завершена на той час. При цьому імператор надав привілей монастиреві Сан-Дзаккарія, абатисою якого була родичка дожа Марія Фальєро. У травні того ж року Генріх IV підтвердив привілеї венеційців у Священній Римській імперії та хрестив доньку дожа. Натомість дож підтримав імператора у боротьбі за інвеституру з папою римським Урбаном II.
Під час останньої частини його правління місто постраждало від землетрусу, морського шторму та сильного голоду. Помер в грудні 1095 року, поховано в атріумі собору Св.Марка. Його гробниця є найдавнішим похованням дожа.